# K형 주계열성

K V형 항성의 대표적 예로 센타우루스자리 알파 B가 있다. 셀레스티아에서 작성

K형 주계열성(K型主系列星, K V) 또는 K형 왜성(K型矮星)은 분광형 K에 광도분류는 V에 속하는 주계열성이다. K형 주계열성은 M형 주계열성(적색 왜성)과 G형 주계열성의 중간에 속하는 무리로 질량은 대략 태양의 최소 0.5배 ~ 최대 0.8배, 표면 온도는 3900 ~ 5200 K 정도이다.Tables VII, VIII. 유명한 K형 주계열성으로는 센타우루스자리 알파B(K1 V),  에리다누스자리 엡실론 등이 있다.

## 거주 가능성
K형 왜성들은 외계 생명을 찾는 데 있어 관심을 특히 많이 받는 대상인데 그 이유는 이들이 주계열 단계에서 매우 오랫동안 머무를 수 있기 때문이다.(대략 150억 ~ 700억 년. 태양은 약 100억 년) M형 왜성처럼 K형 왜성은 질량이 작아 오래 살기 때문에 지구와 같은 암석 행성 표면에 생명체가 자라나는 데 충분한 시간을 줄 수 있다. 덤으로 K형 왜성은 태양과 같은 G형 왜성보다 자외선을 적게 복사하며,(자외선은 DNA에 손상을 입혀 핵산 기반 생명체가 태어나는 것을 방해할 수 있다.) G형 왜성보다 수효가 3~4배 많아 행성을 찾기가 보다 쉽다. K형보다 차가운 M형 왜성들 역시 그 수는 매우 많으나 이들 주위를 도는 행성은 어머니 항성에 조석 고정이 되어 있을 확률이 높으며, 이들 행성 표면을 항성 플레어가 쉽게 때려 생명체가 자라나는 것을 더욱 어렵게 만든다. K형 왜성은 아래 단계 M형보다 더 뜨겁기 때문에 생명체 거주가능 영역은 별로부터 더 멀고 폭은 훨씬 더 넓다. 이런 이유들 때문에 K형 왜성은 외계 행성 및 외계 생명 탐사에 있어 가장 선호받는 부류이다. 행성 탐사는 주로 K6 V ~ K9 V(K7.5 V가 가장 선호받는 분광형임.)를 대상으로 이뤄진다.

## 분광 표준성
1953년 존슨·모건은 여키스 도감 체계에서 K형 왜성의 분광 표준성 12개를 나열했다. 이들 MK 표준성들 중 지금까지 변경 없이 사용되는 항성들은 다음과 같다.
- K2 V: 에리다누스자리 엡실론
- K5 V: 백조자리 61 A[8]

나머지 MK 표준성들 중 중요한 것들은 다음과 같다.
- K0 V: 땅꾼자리 70 A
- K1 V: 물고기자리 107
- K3 V: HD 219134
- K4 V: 남쪽물고기자리 TW
- K6 V: HD 120467
- K7 V : 백조자리 61 B[9]

논문 저자 다수는 일부 문헌에서의 분광형 예시(예: 1953년 존슨·모건의 논문, 1989년 키넌·맥닐의 논문)에 기초하여 K7 V와 M0 V 사이에는 하위 분류 단계가 하나만 있다고 간주했기에 K8 또는 K9 V 분광형을 거의 언급하지 않았다. 그러나 최근 논문에서 K8 V는 HIP 111288, K9 V는 HIP 3261이 분광 표준성으로 제시되었다.

## 행성
지구에서 가까운 K형 왜성들 중 행성을 거느리는 것으로 확인된 것으로 센타우루스자리 알파 B, 에리다누스자리 엡실론, HD 192310, 글리제 86, 물고기자리 54 등이 있다.

## 예
다음 목록은 지구에서 20광년 이내에 위치한 K형 주계열성이다.
| 이름                  | 바이어 기호           | 분광형 | 질량(태양=1) | 거리(광년) | 비고 |
| --------------------- | --------------------- | ------ | ------------ | ---------- | ---- |
| 센타우루스자리 알파 B | 센타우루스자리 알파 B | K2IV-V | 0.87         | 4.4        |      |
| 인디언자리 엡실론     | 인디언자리 엡실론     | K4.5V  | 0.77         | 11.8       |      |

## 같이 보기
- K형 주계열성계의 생명체 거주가능성
- HD 103197 b
- HD 104067 b
- HD 125595 b